# Улица Красных Партизан (Краснодар)
У́лица Кра́сных Партиза́н - одна из самых длинных улиц города Краснодара. Располагается между Рашпилевской улицей и улицей Западный обход. К улице прилегают многие общественные заведения: магазины, кафе, музеи и так далее. Нумерация домов ведётся от жилого комплекса "Светлоград"

## Движение
Движение автомобилей и пешеходов в обычные дни никак не меняется.
В декабре 2022 заключен контракт на стройку подземного пешеходного перехода на улице Красных Партизан. 3 мая 2024 года был подписан новый контракт с компанией "СтройЮгРегион". 15 декабря 2024 года подземный переход был достроен.

## История
Около в 1929-1932 гг. улице было присвоено название "Красных Партизан". Улицу назвали в честь партизан, которые участвовали в период Гражданской войны в России 1918-1922 гг. В 1948 году улица разделилась на две части: "Ново-Партизанская" и "Красных Партизан". В справочниках 1958 и 1971 улица Красных Партизан упоминается как "Краснопартизанская". В 70-е годы улицы объединились в одну и присвоили старое название - улица Красных Партизан. В 1973 году улицу предложили переименовать в улицу имени Академика Лукьяненко, но идею не утвердили.
В 1983 году по улице Красных Партизан была построена контактная сеть для троллейбуса. 5 ноября того же года был запущен маршрут 4 (в настоящее время продолжает действовать)

## Пересечения с другими улицами
- Улица Западный Обход
- Заполярная улица
- Круговая улица
- Азовская улица
- Улица Лукьяненко
- Сочинская улица
- Улица Панфилова
- Улица Баумана
- Улица 3-я Линия
- Улица 2-я Линия
- Улица Трубилина
- Улица 1-я Линия
- Улица Урицкого
- Улица Каляева
- Улица Труда
- Улица Герцена
- Улица Передерия
- Улица Энгельса
- Улица Кропоткина
- Улица Брюсова
- Улица Воровского
- Улица Карла Макса
- Улица Тургенева
- Улица Братьев Игнатовых
- Улица Котовского
- Севастопольская улица
- Пластунская улица
- Аэродромная улица
- Улица Гаврилова
- Ведомственная улица
- Рашпилевская улица

## Жилые дома и здания
Нумерация домов идет вплоть до 571 дома, из них есть много банков, помещений, магазинов.
В основном обыкновенные жилые комплексы, из новостроек - "Светлоград", "На Красных Партизан", "Современник".

## Галерея

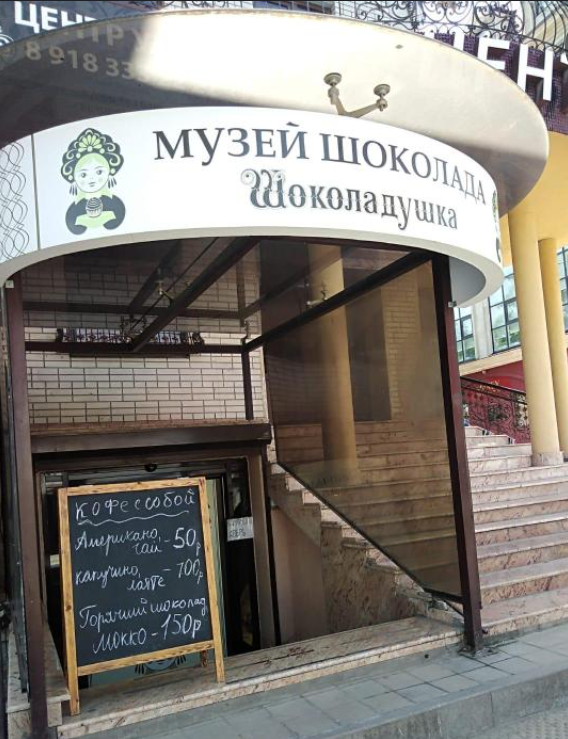
Фабрика-музей шоколада "Шоколадушка"